# سیارک ۳۴۳۹۹
سیارک ۳۴۳۹۹ (به انگلیسی: 34399 Hachiojihigashi، نامگذاری:2000RD79) سی و چهار هزار و سیصد و نود و نهمین سیارک کشف شده‌است که در ۷ سپتامبر ۲۰۰۰ کشف شد.